# Discipline mère
En épistémologie, on appelle discipline-mère « celle dont tout découle ». Ainsi, la discipline-mère de l'occultisme est l'astrologie. En effet, comme l'a écrit Dom Néroman : « La baguette (NB: du sourcier) devait se couper au jour et à l'heure favorable selon les astres ; le tarot a dans ses lames majeures le Soleil, la Lune, les étoiles, et chacune de ses lames s'interprète astrologiquement ; la physiognomonie reconnaît dans les visages les masques solaires, lunaires, mercuriens, vénusiens, martiens, jupitériens, saturniens ; la chirologie reconnaît dans nos mains les monts des mêmes planètes, et des lignes de même appellation, comme la saturnienne ; la géomancie, l'onomancie sont des transpositions directes du processus astrologique ; et la Magie elle-même, quand elle associe les astres à ses cérémonies et ses incantations, ne fait pas autre chose que de l'astrologie appliquée. ».